# A Filetta

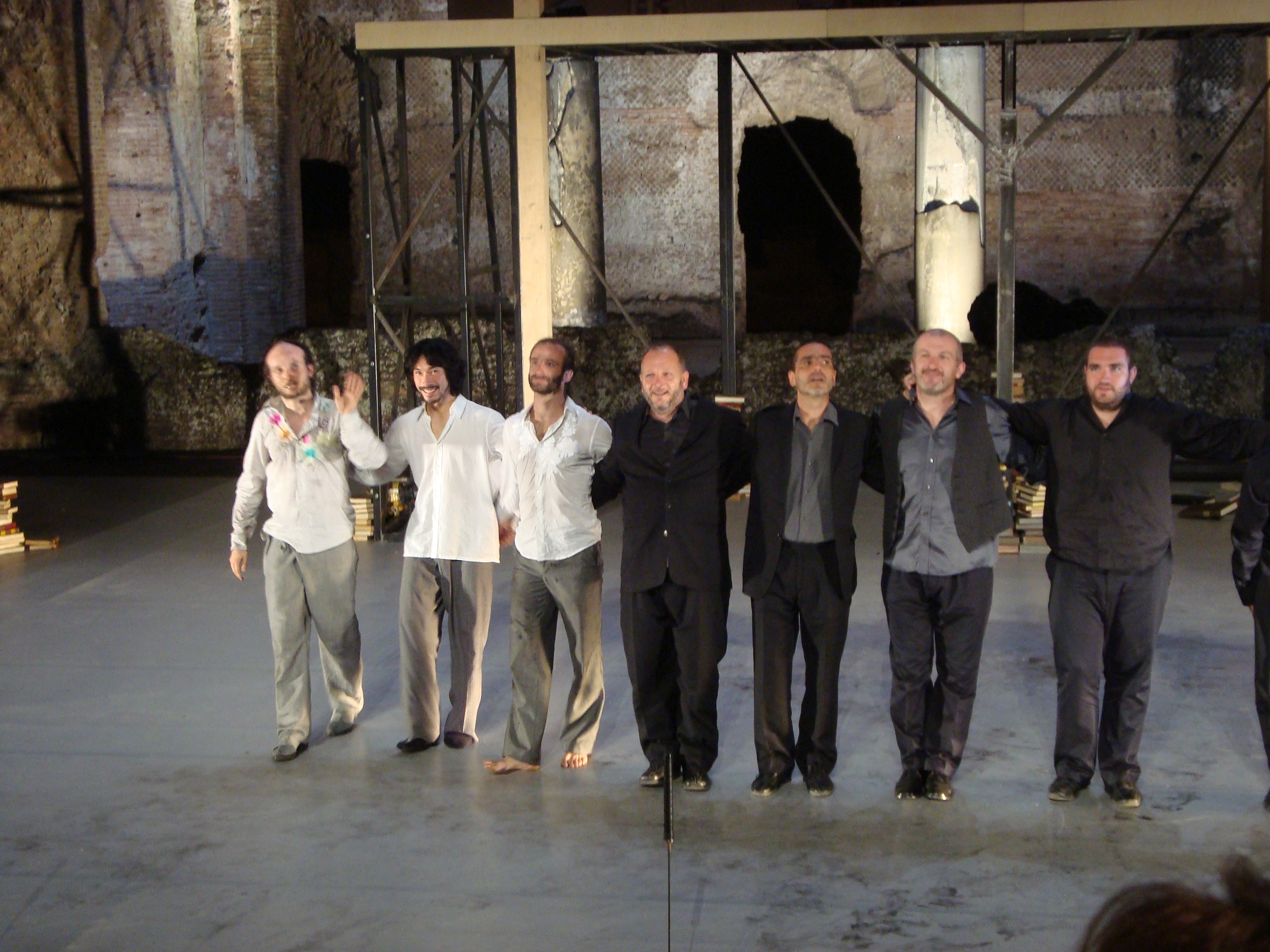
Sidi Larbi Cherkaoui (links) und A Filetta 2009

A Filetta (korsisch für „der Farn“) ist eine korsische Vokalgruppe, die 1978 gegründet wurde. Mitglieder der Gruppe sind
Jean-Claude Acquaviva, François Aragni, Jean-Do Bianco, Petru Antò Casta, Paul Giansily und Maxime Vuillamier

## Beschreibung
Die Vokalgruppe zählt neben I Muvrini zu den bekanntesten Vertretern der korsischen Polyphonie, einer Tradition von mehrstimmigen Gesängen, die fast in Vergessenheit geraten war. A Filetta leisteten einen maßgeblichen Beitrag zur Wiederbelebung des korsischen Kulturerbes und sind heute an genreübergreifenden Projekten in den Bereichen Film, Theater, Oper und Tanz beteiligt. Hierbei können die Künstler internationale Auftritte vorweisen.
Die Gruppe ist Mitveranstalter der seit 1989 jährlich in Calvi (Nordkorsika) stattfindenden Rencontres de Chants Polyphoniques, einem Treffen von Vokalkünstlern verschiedener Stilrichtungen. Sie arbeiten unter anderem mit Bruno Coulais bei Filmmusiken (für Don Juan, Himalaya, Comme un aimant, Le libertin), Sidi Larbi Cherkaoui (In Memoriam mit dem Ballett von Monte Carlo, Apocrifu und Puz/zle) und Paolo Fresu und Daniele di Bonaventura (Mistico Mediterraneo, Danse mémoire, danse) zusammen.

## Diskografie
- 1981: Machja n’avemu un' antra
- 1982: O vita
- 1984: Cun tè
- 1987: In l'abbriu di e stagioni
- 1988: Sonnii Zitillini
- 1989: A' u visu di tanti
- 1992: Ab eternu
- 1994: Una tarra ci hè
- 1997: Passione
- 1998: Filmmusik Don Juan (Jacques Weber)
- 1999: Filmmusik Himalaya (Éric Valli)
- 2000: Filmmusik Le libertin" (Jacques Weber)
- 2000: Beteiligung an der Filmmusik Comme un aimant (Kamel Saleh und Akhenaton)
- 2001: Filmmusik Nomaden der Lüfte – Das Geheimnis der Zugvögel von Jacques Perrin
- 2002: Intantu
- 2002: DVD A Filetta – Stimmen Korsikas von Don Kent
- 2003: Si di mè
- 2005: Filmmusik für den Fernsehfilm Liberata
- 2006: Medea von Seneca (in korsischer Sprache)
- 2008: Bracanà
- 2009: DVD A Filetta – Trent'anni pocu, trent'anni assai (30 Jahre A Filetta)
- 2011: Mistico Mediterraneo mit Paolo Fresu und Daniele di Bonaventura
- 2011: Di Corsica riposu – Requiem pour deux regards mit Daniele di Bonaventura
- 2012: Pè a scusa
- 2013: Puz/zle mit Fadia Tomb El-Hage, Kazunari Abe und Olga Wojciechowska, zur Choreografie von Sidi Larbi Cherkaou
- 2015: Castelli
- 2017: Danse mémoire, danse mit Paolo Fresu und Daniele di Bonaventura
- 2023: Balconi

## Bibliografie
- A Filetta, tradition et ouverture, Jean-Claude Casanova, Colonna Edition, 2009 (französisch)

## Auszeichnungen
- Diapason d’or (1993, 1997)
- Grand Prix de l’Académie Charles-Cros für Una Tarra Ci Hè (1995)
- Choc – Le Monde de la musique (1993, 1995, 1997)
- César für die Filmmusik Himalaya, l’enfance d’un chef (2000)
- Grand Prix de l'Académie Charles-Cros für Bracanà (2009)
- Prix Chanson du Monde de l’Académie Charles-Cros für Danse mèmoire, danse (2017)